# Sprengschnur

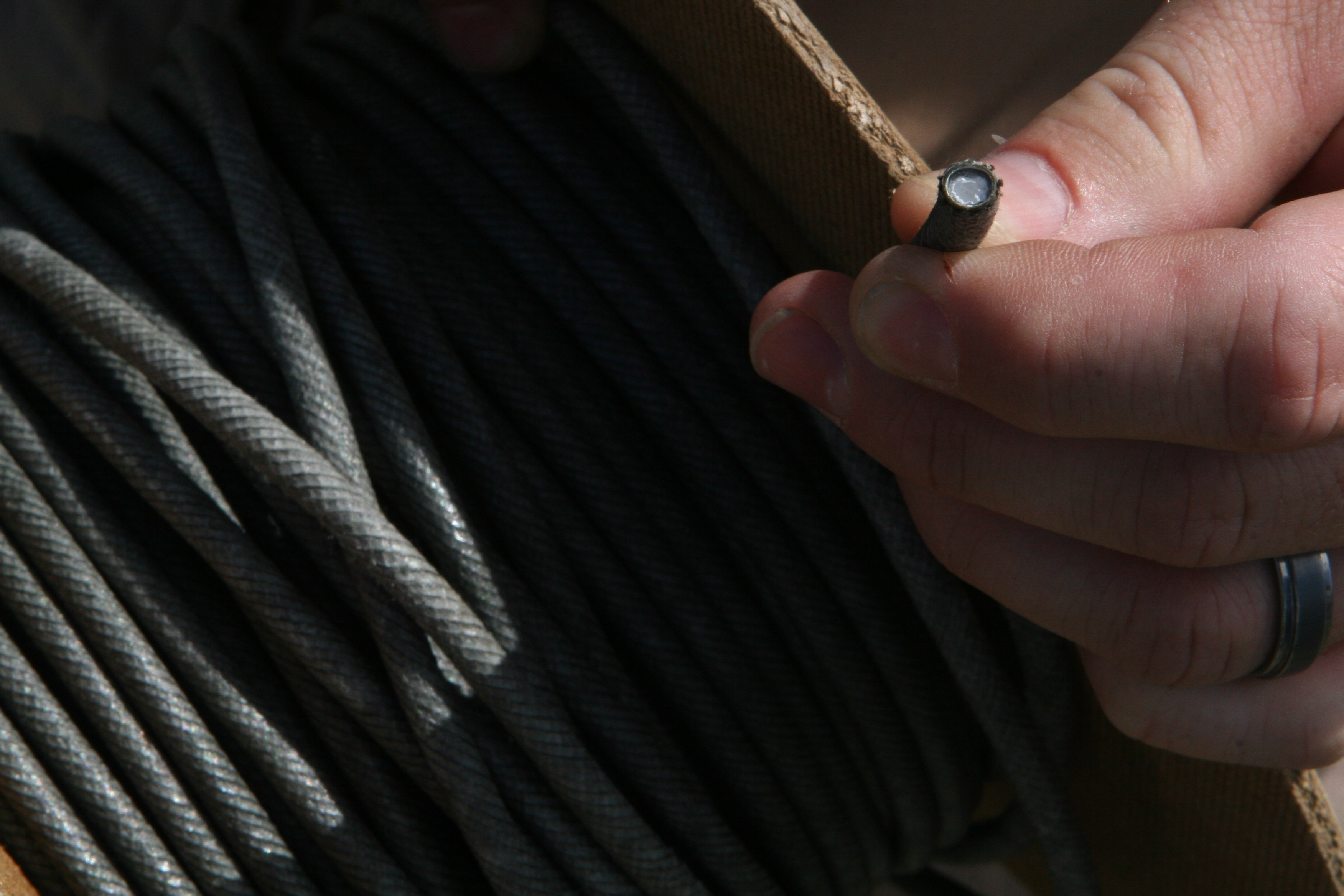
Eine Sprengschnur

Eine Sprengschnur (auch: detonierende Zündschnur, Detonationszündschnur, Knallzündschnur; engl.: detonating fuse, detonating cord) besteht aus einer kunststoff- oder gewebeummantelten Seele aus brisantem Sprengstoff. Sie detoniert bei der Zündung entlang ihrer gesamten Länge mit der Detonationsgeschwindigkeit des enthaltenen Sprengstoffes – in Unterscheidung zur nicht sprengkräftigen Zündschnur, die langsamer abbrennt.
Im Regelfall wird PETN als Sprengstoff verwendet, es gibt jedoch auch Sprengschnüre mit einer Füllung aus Hexogen oder Octogen sowie Fulminatschnüre, Sprengschnüre aus Paraffin mit einer Seele aus Quecksilberfulminat.

## Eigenschaften
Sprengschnüre gibt es mit unterschiedlichem Ladungsgewicht. Die gängigsten Ladungsgewichte sind 5 g/m, 12 g/m, 20 g/m, 40 g/m und 100 g/m. Aufgrund der als Ladung verwendeten Sprengstoffe haben Sprengschnüre ein sehr brisantes Sprengverhalten, ähnlich den militärischen Sprengstoffen.
| Chemische Zusammensetzung         | Chemische Zusammensetzung |
| --------------------------------- | ------------------------- |
| Sprengkräftige Bestandteile       | - pulverförmiges PETN     |
| Physikalische Eigenschaften       |                           |
| Dichte in g/cm³                   | 1,7                       |
| Sauerstoffbilanz in %             | −10                       |
| Explosionswärme in kJ/kg          | ca. 6000                  |
| Schwadenvolumen in l/kg           | 800                       |
| Spezifische Energie in l·MPa/kg   | 1200                      |
| Detonationsgeschwindigkeit in m/s | von 6500 bis 7200         |
| Explosionstemperatur in K         | unbekannt                 |
| Eigenschaftsvergleich             |                           |
| Brisanz                           | hoch                      |
| Zündempfindlichkeit               | hoch                      |
| Schwadenvolumen                   | gering                    |
| Preis                             | mittel                    |
| Referenzen:                       |                           |

## Anwendung
Während Sprengschnüre mit einem Ladungsgewicht von 5 g/m zum Verbinden von Schlauchzündsystemen verwendet werden, nutzt man die Sprengschnüre mit einem etwas höheren Ladungsgewicht von 12 g/m oder 20 g/m meist zur Verbindung von mehreren Sprengladungen, die gleichzeitig bzw. in einem geringen, aber wohldefinierten Zeitabstand detonieren sollen. Bei der Sprengung von Gebäuden kann so das Einsturzverhalten gesteuert werden. Diese Art der Zündung von Sprengladungen wird auch als Leitfeuerzündung bezeichnet.
Die größeren Sprengschnurtypen mit 40 g/m und 100 g/m werden häufig selbst als Sprengladungen eingesetzt, vor allem dort, wo linienhafte Ladungen nötig sind.
Häufige Einsatzgebiete sind:

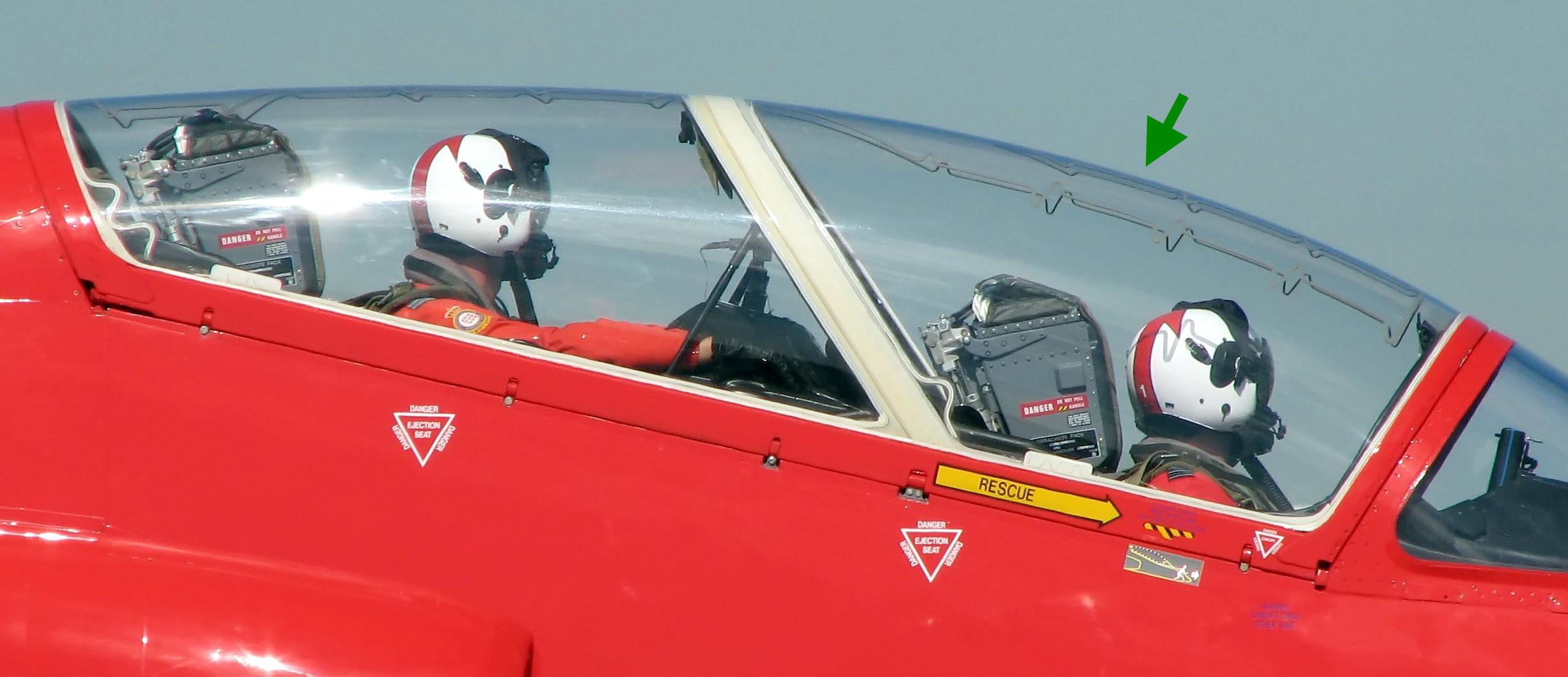
Sprengschnur im Kabinendach der Red Arrows (siehe grüner Pfeil)

- Leitfeuerzündung von herkömmlichen Sprengladungen
- Auslösung von Sprengungen im Großbohrlochbereich zur Detonation von ANFO-Sprengstoffen (Steinbruch)
- angelegte oder im Bohrloch eingebrachte Ladungen bei Bauwerkssprengungen
- Metallsprengungen (anstatt Schneidladungen)
- Holzsprengungen (z. B. von Bäumen zur Errichtung von Fahrzeugsperren oder zur Sturmholzbeseitigung in gefährlicher Lage)
- Sprengung von Mastlöchern
- Sprengung des Kabinendaches vor dem Schleudersitz-Ausstieg[3]
- Terroristen des IS benutzten um den Hals ihrer Geiseln gewickelte Sprengschnüre zu deren Enthauptung.[4][5]

## Handelsnamen
Sprengschnüre werden unter den folgenden Handelsnamen vertrieben:
- Dynacord von Orica, Troisdorf
- Sprewacord von sprewa Sprengmittel, Nördlingen
- Nitrocord von Westspreng, Finnentrop
- Octocord und Hexacord von Dynawell, Troisdorf